# ثورة قرغيزستان 2010
ثورة قيرغيزستان في 2010، وتعرف أيضًا باسم ثورة قيرغيزستان الثانية، وثورة البطيخ، وأحداث أبريل وتسمى رسميًا ثورة أبريل الشعبية، بدأت في أبريل 2010 مع الإطاحة بالرئيس القيرغيزي قرمان بيك باقايف في العاصمة بيشكك. وتلا ذلك ازدياد التوتر العرقي بين شعب قيرغيزستان والأوزبكيين في جنوب الدولة، الذي تصاعد في يونيو 2010. أدى العنف في النهاية إلى إرساء نظام برلماني جديد في قيرغيزستان.
خلال الفوضى العامة، ادعى المنفيون من الأقلية الأوزبكية أنهم تعرضوا للاعتداء واقتيدوا إلى أوزبكستان، وشُرد نحو 400,000 مواطن قيرغيزستاني داخليًا. شهد الضحايا الذين قابلتهم وسائل الإعلام وعمال الإغاثة على القتل الجماعي والاغتصاب الجماعي والتعذيب. وأشارت رئيسة الحكومة المؤقتة آنذاك روزا أوتونباييفا إلى أن عدد القتلى أعلى مما أُبلغ عنه سابقًا بنحو عشرة أضعاف، وبذلك يبلغ عدد القتلى قرابة 2000 شخص.

## الخلفية

### السياسة الداخلية
خلال شتاء 2009-2010، عانت قيرغيزستان من انقطاع التيار الكهربائي والتقنين الكهربائي المنتظم، وارتفعت أسعار الطاقة.
في يناير 2010، أرسلت قيرغيزستان وفدًا إلى الصين لمناقشة تحسين العلاقات الاقتصادية. وقعت شركة الكهرباء الوطنية القرغيزستانية وشركة تبيا الصينية عقدًا بقيمة 342 مليون دولار بهدف بناء خطوط نقل الطاقة داتكا كيمين بجهد 500 كيلو فولت. من شأن المشروع أن يقلل اعتماد قيرغيزستان على نظم الطاقة في آسيا الوسطى ومن اعتمادها على الطاقة في روسيا. ورأسَ الوفد ابن الرئيس باقايف.
في فبراير 2010، اقترحت قيرغيزستان رفع تعريفات الطاقة. وكانت تكاليف التدفئة سترتفع بنسبة 400% والكهرباء بنسبة 170%، وذلك وفقًا للتقارير. ازداد الإحباط على المدى الطويل في قيرغيزستان بسبب الفساد والمحسوبية الملموسة في إدارة باقايف، وبسبب الوضع الاقتصادي السيئ في البلاد والارتفاع الأخير في أسعار الطاقة.
فاجأت الاحتجاجات المتفرقة والفوضوية الكثيرين في قيرغيزستان وخارجها. ونشرت صحيفة ذه غارديان، وهي صحيفة وطنية بريطانية يومية، مقالًا في 8 أبريل أشار إلى إمكانية تسمية الثورة باسم ثورة شجرة الشوح نسبة إلى الشجيرات التي سرقها لصوص من الحديقة الأمامية لقرمان بيك باقايف. وصل الأمين العام للأمم المتحدة بان كي مون إلى قيرغيزستان في 3 أبريل، وتجمع متظاهرون أمام مقر الأمم المتحدة في العاصمة بيشكك لإبلاغ بان كي مون بالوضع الإعلامي. ثم انتقلت مجموعة صغيرة من المتظاهرين إلى وسط المدينة، لكن الشرطة أوقفتهم.

### السياسة الخارجية
أشار بعض الناس في وسائل الإعلام إلى أن أعمال الشغب وادعاء المعارضة بالاستيلاء على الحكومة جعل الحراك شبيهًا بثورة التوليب في عام 2005.
يوجد أيضًا نقاش مستمر بشأن استمرار الوجود العسكري الأمريكي في قيرغيزستان.
دعمت روسيا حكومة باقايف حتى مارس 2010. وذكرت صحيفة «أوراسيا ديلي مونيتور» في 1 أبريل أن الكرملين استخدم وسائل الإعلام الروسية مدة أسبوعين في شن حملة سلبية ضد باقايف. وتسيطر روسيا على الكثير من وسائل الإعلام في قيرغيزستان. سعت الحملة إلى ربط باقايف وابنه مكسيم باقايف برجل أعمال، يُزعم أنه فاسد، عملت شركته في مشروع حكومي. ونقلت الصحيفة أن القاضي الإيطالي ألدو مورجيني أصدر مذكرة توقيف بحق يوجين غوريفيتش، وهو أمريكي قيرغيزي متهم بالاحتيال على تيليكوم إيطاليا. وكان غوريفيتش في ذلك الوقت المدير الإداري لوكالة استشارية قدمت المشورة لصندوق التنمية في قيرغيزستان، الذي تديره الوكالة المركزية التي يُشغلها مكسيم. بدأت الحكومة بإغلاق وسائل الإعلام المستقلة التي نشرت تقارير عن قضية غوريفيتش. وأُغلقت صحيفتان في 18 مارس. بعد ذلك بوقت قصير، أُوقف راديو أزاتيك، وهو راديو باللغة القيرغيزية يتبع لإذاعة أوروبا الحرة. وأُغلق موقع «فوريوم» المعارض في 31 مارس، وأُزيلت معدات الموقع المستقل «ستان دوت تي في» في 1 أبريل.
تزامنت الحملة المفاجئة مع فشل باقايف في تنفيذ مطالب روسيا المختلفة المتعلقة بأمور مثل القواعد العسكرية. وفي 1 أبريل فرضت روسيا رسومًا على صادرات الطاقة إلى قيرغيزستان، مدعيةً أن الاتحاد الجمركي بين روسيا وبيلاروسيا وكازاخستان يجبرها على ذلك. وهو ما أثر على أسعار الوقود والنقل بشكل فوري، وأدى إلى احتجاج واسع في طلاس في 6 أبريل.
نفى فلاديمير بوتين أي تدخل روسي وقال إن الحادث فاجأه شخصيًا وأن «لا روسيا ولا خادمك المتواضع ولا المسؤولين الروس على أي صلة بهذه الأحداث». وفي براغ، صرح مايكل ماكفول، وهو مستشار كبير في البيت الأبيض الأمريكي للشؤون الروسية، أن استيلاء المعارضة القيرغيزية على السلطة لم يكن معاديًا للولايات المتحدة في طبيعته، ولم يكن انقلابًا مدعومًا من روسيا. قال أوموربيك تيكيباييف، المسؤول عن المسائل الدستورية في الحكومة الجديدة: «لعبت روسيا دورًا في الإطاحة بباقايف. لقد رأيتم مدى فرحة روسيا حين رحل باقايف». وكان رئيس الوزراء الروسي فلاديمير بوتين أول زعيم أجنبي يعترف بروزا أوتونباييفا بصفتها زعيمة قيرغيزستان الجديدة، واتصل بها فور استلامها الحكم، في حين قدِمَ نائب رئيس الحكومة القيرغيزية المؤقتة، ألمازبيك أتامباييف، إلى موسكو في 9 أبريل للتشاور مع مسؤولين حكوميين روس غير محددين، وفقًا لوكالة الأنباء إيتار تاس.
صرح نائب رئيس مجلس الدوما الروسي فلاديمير جيرينوفسكي أن الولايات المتحدة متورطة في أحداث قيرغيزستان بهدف السيطرة على قاعدة مناص الجوية.
ذكر مركز دراسات ستراتفور في 13 أبريل أنه «نظرًا إلى موقعها الاستراتيجي، فإن السيطرة على قيرغيزستان تسمح بالضغط على كازاخستان وأوزبكستان وطاجيكستان والصين. وبالتالي فإن قيرغيزستان جزء حاسم في خطة روسيا الكلية للتغلغل في مجالها السوفييتي السابق».